# 抱犊崮古建筑
抱犊崮古建筑，位于山东省枣庄市山亭区北庄镇，是中华人民共和国山东省文物保护单位之一。2006年12月7日，授予山东省文物保护单位，是一座古建筑。